# La Celle-sur-Nièvre
La Celle-sur-Nièvre ist eine französische Gemeinde mit 155 Einwohnern (Stand: 1. Januar 2022) im Département Nièvre in der Region Bourgogne-Franche-Comté. Sie gehört zum Arrondissement Cosne-Cours-sur-Loire und zum Kanton La Charité-sur-Loire. Die Bewohner werden Celliens und Celliennes genannt.

## Nachbargemeinden
La Celle-sur-Nièvre liegt etwa 21 Kilometer nordnordöstlich von Nevers an der Nièvre. An der nordwestlichen Gemeindegrenze verläuft der Fluss Mazou.
Nachbargemeinden von La Celle-sur-Nièvre sind Chasnay im Norden und Westen, Arbourse im Norden, Dompierre-sur-Nièvre im Osten und Nordosten, Beaumont-la-Ferrière im Süden und Osten sowie Murlin im Süden und Südwesten.

## Bevölkerungsentwicklung
| Jahr                       | 1962 | 1968 | 1975 | 1982 | 1990 | 1999 | 2006 | 2011 | 2016 |
| Einwohner                  | 272  | 242  | 212  | 212  | 173  | 168  | 167  | 167  | 161  |
| Quellen: Cassini und INSEE |      |      |      |      |      |      |      |      |      |

## Sehenswürdigkeiten
- Kirche Saint-Martin, 1846 bis 1847 errichtet

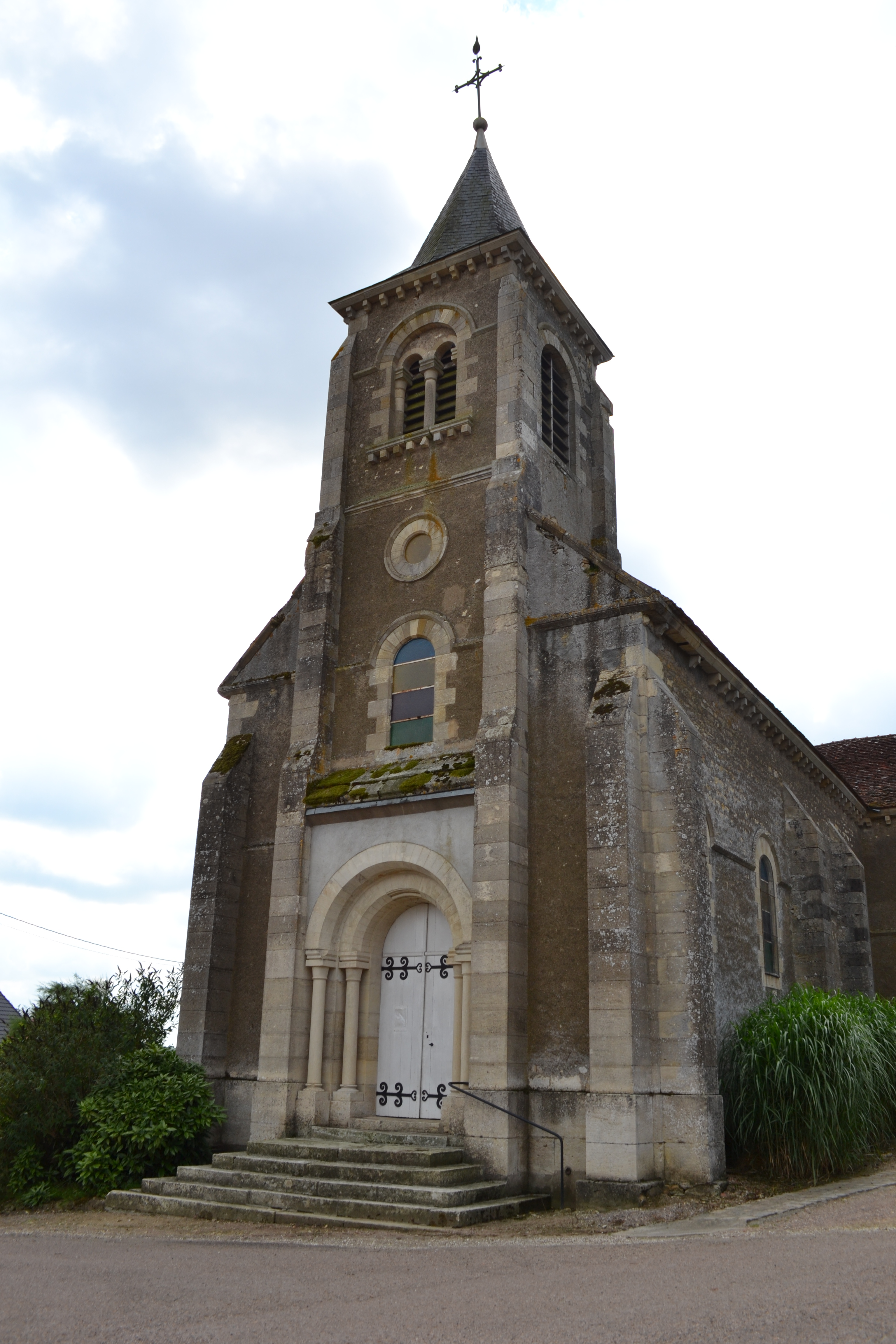
Kirche Saint-Martin